# Ivan Kronštatski
Sveti Ivan Kronštatski (rus. Иоанн Кронштадтский; Sura, 19. listopada 1829. — Kronstadt, 20. prosinca 1908.) je ruski pravoslavni svetac i pisac.
Rođen je 1829. godine u selu Sura u Arhangelskoj oblasti u Rusiji u siromašnoj obitelji. Poslije osnovne škole, završio je bogosloviju i upisao Duhovnu akademiju u Petrogradu. Ubrzo zatim umro mu je otac pa je preuzeo brigu o obitelji. Po završetku studija, postao je svećenik u crkvi Svetog apostola Andreja u Kronstadtu.
Proveo je 53 godine kao svećenik služeći bogoslužje svakoga dana. Predavao je vjeronauk u školi 32 godine, izgradio dom u Petrogradu za gladne i sirote, dom od 100 postelja za beskućnike, starački dom i dr.
Učinio je puno dobra za brojne beskućnike, alkoholičare, prognanike te ostale ljude u potrebi i nevolji. Imao je protivnike, kojima se nije sviđalo njegovo djelovanje. Prijetili su mu smrću i fizički ga zlostavljali. S vremenom je postao poznat još za života u cijeloj Rusiji i služio je bogoslužja na kojima je bilo i do 60 000 vjernika.
Autor je više knjiga i studija od kojih je najpoznatija „Misli o molitvi“.
Umro je 20. prosinca 1908. godine. Kanoniziran je 1964. godine.